# Kanał Jagielloński
Kanał Jagielloński (d. Kanał Krafulski, niem. Kraffohlkanal) – kanał żeglugowy łączący rzekę Elbląg z Nogatem, wybudowany w roku 1483, o długości 5,83 kilometra. Kanał jest najkrótszą wodną drogą śródlądową łączącą Elbląg (poprzez Nogat, Szkarpawę, śluzy Gdańską Głowę i Przegalinę) z Gdańskiem.
Ze względu na niekorzystne parametry drogi wodnej na Nogacie (m.in. zbudowany w 2006 roku niski most drogowy w miejscowości Kępki, uniemożliwiający przepływanie jednostek o wysokości powyżej 4 metrów przy średnim stanie rzeki), Kanał Jagielloński utracił wcześniejsze znaczenie transportowe.
W 1483, Nogat wpływający bezpośrednio do rzeki Elbląg i zamulający elbląski port skierowano w miejscowości Wierciny na północ, wprost do Zalewu Wiślanego. Ponieważ utracono w ten sposób również najkrótsze połączenie wodne z Wisłą, w 1494–1495 wybudowano Kanał Krafulski, łączący Nogat z portem w Elblągu; od tej pory możliwe się stało przeciąganie jednostek wodnych przez ludzi i zwierzęta pociągowe. Łukowaty kształt kanału i jego ujście do rzeki pod dużym kątem wynikają z poprowadzenia go wzdłuż jednego z ówczesnych ujść rzeki Elbląg. Obecnie pod mostem w miejscowości Bielnik Drugi znajdują się oryginalne otwarte i zablokowane kotwami wrota przeciwpowodziowe, będące pozostałością po zbudowanej na przełomie lat 1897/1898 śluzie, jednej z dwu istniejących w tym miejscu (oddzielnie dla małych i dużych jednostek).
Zgodnie z Rozporządzeniem Rady Ministrów z 2002 r. ws. klasyfikacji śródlądowych dróg wodnych kanał ten ma klasę żeglowną II.